# Drepanoglossa lucens
Drepanoglossa lucens är en tvåvingeart som beskrevs av Townsend 1891. Drepanoglossa lucens ingår i släktet Drepanoglossa och familjen parasitflugor. Inga underarter finns listade i Catalogue of Life.